# Dichagyris forficula
Dichagyris forficula is een vlinder uit de familie uilen (Noctuidae). De wetenschappelijke naam is voor het eerst geldig gepubliceerd in 1851 door Eversmann.
De soort komt voor in Europa.